# Miguel Britos
Miguel Ángel Britos Cabrera, född 17 juli 1985 i Maldonado, är en uruguayansk före detta fotbollsspelare.

## Meriter

### Juventud
- Torneo di Viareggio: 2006

### Napoli
- Coppa Italia: 2011–2012, 2013–2014
- Supercoppa italiana: 2014